# ヘンリク・メルツェル＝シュチャヴィニスキ
ヘンリク・メルツェル＝シュチャヴィニスキ（ポーランド語: Henryk Melcer-Szczawiński, 1869年9月21日 - 1928年4月18日）は、ポーランドの作曲家、ピアニスト、指揮者、教師。

## 生涯
メルツェルは幼少期には祖母やヴァイオリニストであった父より音楽教育を受け、父の出身地であったカリシュの男子校に進学、1887年にゴールドメダルを受けて卒業した。彼はワルシャワ大学で数学を専攻する傍ら、ワルシャワ高等音楽院でピアノ、作曲を学んだ。作曲の指導に当たったのはジグムント・ノスコフスキである。その後ウィーンに赴き、テオドール・レシェティツキに師事した。

## 作品
メルツェルの作品には2つのピアノ協奏曲（第1番ホ短調 1892年-1894年、第2番ハ短調 1898年）、ヴァイオリンソナタ（1898年）とピアノ三重奏曲ト短調（1892年-1894年と思われる）、悲劇「Protesilas i Laodamia」（1902年  脚本S. Wyspiański）、そして交響曲ハ短調がある。